# Abaris (bọ cánh cứng)
Abaris là một chi bọ cánh cứng thuộc họ Carabidae, gồm có các loài sau:
- Abaris aenea Dejean, 1831
- Abaris aequinoctialis Chaudoir, 1852
- Abaris aquilonaria Will, 2002
- Abaris basistriata Chaudoir, 1873
- Abaris bicolor Will, 2002
- Abaris bigenera Bates, 1882
- Abaris convexa Will, 2002
- Abaris erwini Will, 2002
- Abaris franiai Will, 2002
- Abaris impunctata Will, 2002
- Abaris inaequaloides Will, 2002
- Abaris inflata Will, 2002
- Abaris metallica Will, 2002
- Abaris mina Will, 2002
- Abaris napoensis Will, 2002
- Abaris nigra Will, 2002
- Abaris nitida Will, 2002
- Abaris nobilis Will, 2002
- Abaris notiophiloides Bates, 1871
- Abaris opaca Will, 2002
- Abaris picipes Bates, 1871
- Abaris retiaria Will, 2002
- Abaris robustula Tschitscherine, 1898
- Abaris splendidula (LeConte, 1863)
- Abaris striolata Bates, 1871
- Abaris tachypoides Bates, 1871
- Abaris wardi Will, 2002